# 기타비에이역
기타비에이역(일본어: 北美瑛駅)은 일본 홋카이도 가미카와 군 비에이정에 위치한 홋카이도 여객철도 후라노 선의 철도역이다. 역 번호는 F36이며, 단선 승강장 1면 1선의 구조를 갖춘 지상역이다.

## 역 주변
- 국도 제237호선

## 역사
- 1958년 3월 25일 : 일본국유철도의 역으로서 개업. 여객 취급만.
- 1987년 4월 1일 : 일본국유철도 분할 민영화에 의해, 홋카이도 여객철도가 승계.

## 인접 역
| 홋카이도 여객철도       | 홋카이도 여객철도 | 홋카이도 여객철도               |
| ----------------------- | ----------------- | ------------------------------- |
| F 37 비에이 후라노 방면 | 후라노 선         | 지요가오카 F 35 아사히카와 방면 |